# Tony Hale
Anthony Russell "Tony" Hale (West Point (New York), 30 september 1970) is een Amerikaans acteur, stemacteur, filmproducent en scenarioschrijver.

## Biografie
Hale werd geboren in West Point maar groeide op in Tallahassee, hier werd hij ook lid van een theatergroep en speelde in meerdere toneelstukken en musicals. Hale heeft gestudeerd aan de Samford university in Birmingham (Alabama) en haalde in 1992 zijn diploma in journalistiek. Hierna haalde hij in 1994 zijn diploma op de Regent University in Virginia. Hale ging na zijn studie naar New York waar hij zich richtte op zijn acteercarrière. Hale trouwde in mei 2003 en heeft hieruit een kind.

## Filmografie

### Films
Selectie:
- 2024 Inside Out 2 - als Fear (stem)
- 2022 Hocus Pocus 2 - als burgemeester / Eerwaarde Traske
- 2021 LEGO Star Wars: Terrifying Tales - als Veneé (stem)
- 2021 Being the Ricardos - als Jess Oppenheimer
- 2019 The Angry Birds Movie 2 - als Mime (stem)
- 2019 Toy Story 4 - als Forky (stem)
- 2018 The 15:17 to Paris - als mcoach Murray
- 2017 Transformers: The Last Knight - als JPL monteur
- 2016 The Angry Birds Movie - als Ross / Cyrus / Mime (stemmen)
- 2015 Alvin and the Chipmunks: The Road Chip - als agent Suggs
- 2013 The Heat – als The John
- 2011 Sironia – als Chad
- 2009 The Informant! – als James Epstein
- 2009 The Goods: Live Hard, Sell Hard – als Wade Zooha
- 2008 The Tale of Despereaux – als Furlough (stem)
- 2007 Because I Said So – als Stuart
- 2006 Unaccompanied Minors – als Alan Davies
- 2006 RV – als Frank

### Televisieseries
met minimaal 4 optredens..
- 2024 The Decameron - als Sirisco - 8 afl.
- 2024 Megamind Rules! - als mr. Donut (stem) - 5 afl.
- 2019 - 2023 Harley Quinn - als diverse stemmen - 23 afl.
- 2022 - 2023 Solar Opposites - als Little Buddy (stem) - 3 afl.
- 2021 - 2023 HouseBroken - als Diablo / Max (stemmen) - 30 afl.
- 2021 - 2022 The Mysterious Benedict Society - als mr. Benedict / mr. Curtain - 9 afl.
- 2021 - 2022 Birdgirl - als Paul / The Feels (stemmen) - 12 afl.
- 2021 - 2022 Rugrats - als Chas / Chas Finster / Bradley (stemmen) - 17 afl.
- 2021 - 2022 The Chicken Squad - als Frazz / Bob (stemmen) - 10 afl.
- 2020 - 2021 Crossing Swords - als Blarney - 17 afl.
- 2021 Centaurwereld - als Durpletoot / Tony Durpleton (stemmen) - 4 afl.
- 2021 I Heart Arlo - als Teeny Tiny Tony / Crowd / Cookie Tin (stemmen) - 16 afl.
- 2021 Archibald's Next Big Thing Is Here - als Archibald / Murray / Little Wubby Tubby (stemmen) - 18 afl.
- 2020 When the Street Lights Go On - als mr. Bouque - 10 afl.
- 2019 - 2020 Archibald's Next Big Thing - als Archibald (stem) - 26 afl.
- 2019 - 2020 Forky Asks a Question - als Forky (stem) - 10 afl.
- 2012 – 2019 Veep – als Gary Walsh – 65 afl.
- 2003 – 2019 Arrested Development – als Buster Bluth – 84 afl.
- 2018 - 2019 A Series of Unfortunate Events - als Jerome Squalor - 4 afl.
- 2013 - 2016 Sanjay and Craig - als Mr. Noodman (stem) - 30 afl.
- 2011 Good Vibes – als Wadska – 12 afl.
- 2015 Jake and the Never Land Pirates - als Doctor Undergear (stem) - 3 afl.
- 2008 – 2010 Chuck – als Emmett Milbarge – 13 afl.
- 2009 Ctrl – als Stuart Grundy – 10 afl.
- 2008 Chuck Versus the Webisodes – als Emmett Milbarge – 5 afl.
- 2008 Buy More – als Emmett Milbarge – 5 afl.
- 2007 Andy Barker, P.I. – als Simon – 6 afl.

### Filmproducent
- 2021 Archibald's Next Big Thing Is Here - televisieserie - 24 afl.
- 2021 The Mysterious Benedict Society - televisieserie - 8 afl.
- 2020 Eat Wheaties! - film
- 2019 - 2020 Archibald's Next Big Thing - televisieserie - 26 afl.
- 2014 Trouble & the Shadowy Deathblow - korte film
- 2009 Ctrl - televisieserie - 10 afl.

### Scenarioschrijver
- 2021 Archibald's Next Big Thing Is Here - televisieserie - 1 afl.
- 2019 Archibald's Next Big Thing - televisieserie - 13 afl.

- Biblioteca Nacional de España: XX5146664
- Bibliothèque nationale de France: cb16962448c (data)
- Gemeinsame Normdatei: 140672834
- International Standard Name Identifier: 0000 0001 1439 0706
- Library of Congress Control Number: no2005117097
- MusicBrainz: f2d84a08-8876-411f-87e7-50c03b82390f
- Nationale Bibliotheek van Tsjechië: xx0309087
- Système universitaire de documentation: 241648106
- Virtual International Authority File: 19421413
- WorldCat: E39PBJj4tYqkDjjXdKKM6GGGpP